# Novohradka
La Novohradka est une rivière de la Tchéquie de 49 km de long et un affluent de la Chrudimka et donc un sous-affluent de l'Elbe.